# Néapolis (Campanie)
Pour les articles homonymes, voir Néapolis.
Néapolis est l'ancien nom de la ville italienne de Naples, capitale de la Campanie.
Sous le nom de Parthénope, elle fut fondée durant l'Antiquité par la cité voisine de Cumes, d'abord en tant qu'emporion, puis en tant que cité.

## Origine du nom
Le nom Néapolis vient du grec ancien Νεάπολις, qui signifie littéralement « ville nouvelle » ou « cité nouvelle ».
De nombreuses villes ont été nommées de la même façon au cours de l'Antiquité, pour beaucoup en Grèce, en Turquie, en Italie ou encore en Libye. Il faut donc replacer le contexte dans lequel est mentionné ce nom afin de déterminer à quel lieu il est fait référence.

## Histoire
Un emporion portant le nom de Parthénope est fondée par des marchands de la colonie de Cumes, une cité de Grande-Grèce fondée par des Chalcidiens, au VIIIe siècle av. J.-C.
À la fin du VIe siècle av. J.-C., d'autres volons grecs fondent, sur le site de Parthénope, la cité de Néapolis.

## Galerie

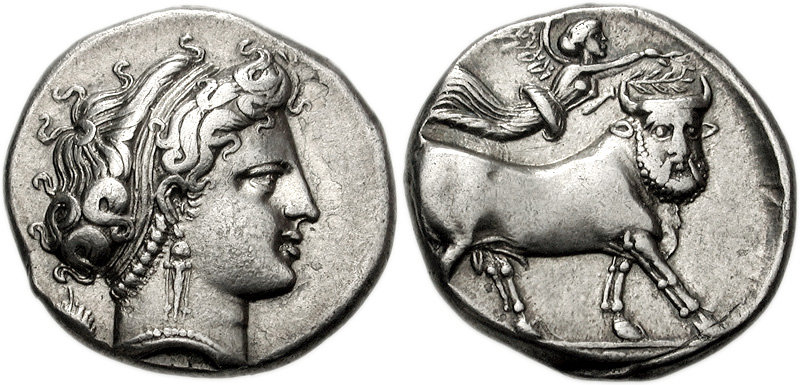
Monnaie de Néapolis
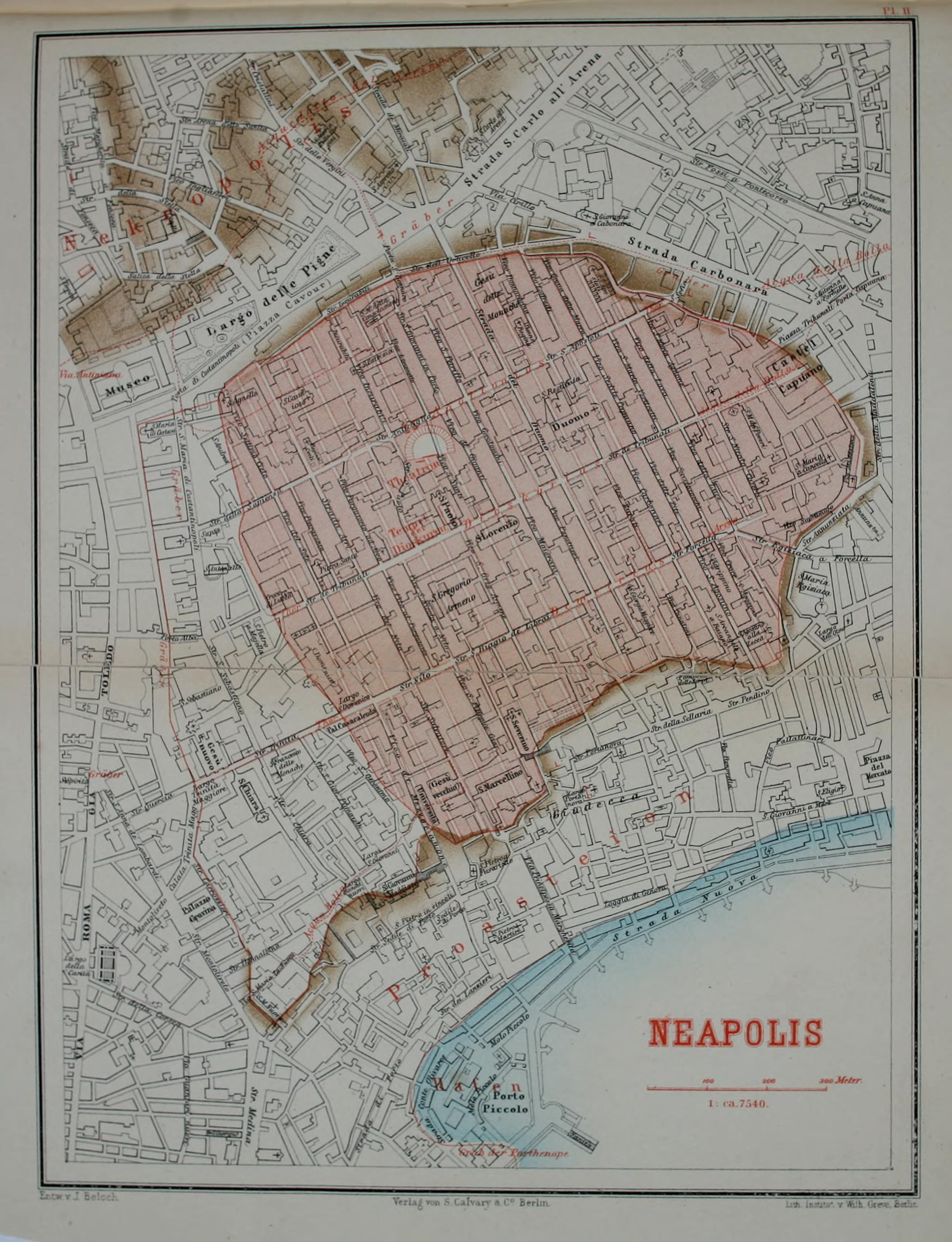
Ancienne carte de Néapolis